# Мугоша, Шпиро
Шпиро Мугоша (серб. Шпиро Мугоша; 10 декабря 1904, Подгорица — ночь с 13 на 14 августа 1942, Купрес) — югославский черногорский актёр театра, партизан времён Народно-освободительной войны Югославии, Народный герой Югославии (первый черногорец, удостоенный такого звания).

## Биография
Родился 10 декабря 1904 в Подгорице. До войны работал служащим, также играл в Народном театре города Цетине. На фронте с июля 1941 года (тогда же был принят в Коммунистическую партию Югославии).
Нёс службу в 4-й пролетарской черногорской ударной бригаде. Командовал батальоном, позднее был заместителем командира. 7 августа 1942 за проявленные личные качества был награждён Орденом Народного героя, став тем самым первым Народным героем Югославии — уроженцем Черногории.
Спустя неделю, в ночь с 13 на 14 августа 1942 Шпиро Мугоша погиб в битве за Купрес. О присвоении звания Народного героя Югославии было объявлено в Бюллетене Верховного штаба НОАЮ уже после гибели Мугоши.
Имя Шпиро Мугоши носит аэропорт около Подгорицы.